# Corazón de fuego
Corazón de fuego (Spaans voor: Hart van vuur) is het debuutalbum van de Spaanse zangeres Soraya Arnelas.

## Overzicht
Het album werd uitgebracht na haar deelname aan Operación Triunfo, een Spaans televisieprogramma waarin men op zoek is naar zangtalent. Het album is opgenomen in Miami en geproduceerd door Kike Santander.

## Tracklist
1. Mi mundo sin ti (3:58)
2. Mil lágrimas (4:03)
3. Pienso en ti (3:58)
4. Corazón de fuego (3:14)
5. Cúrame este amor (4:33)
6. Rosas nuevas (4:22)
7. Tan sólo son palabras (4:05)
8. Me tienes delirando (3:48)
9. Vuelve junto a mí (4:23)
10. Tu piel (3:20)
11. Mi gran amor (7:02)
12. No debería (bonusnummer)